# Hãng sản xuất hàng không vũ trụ

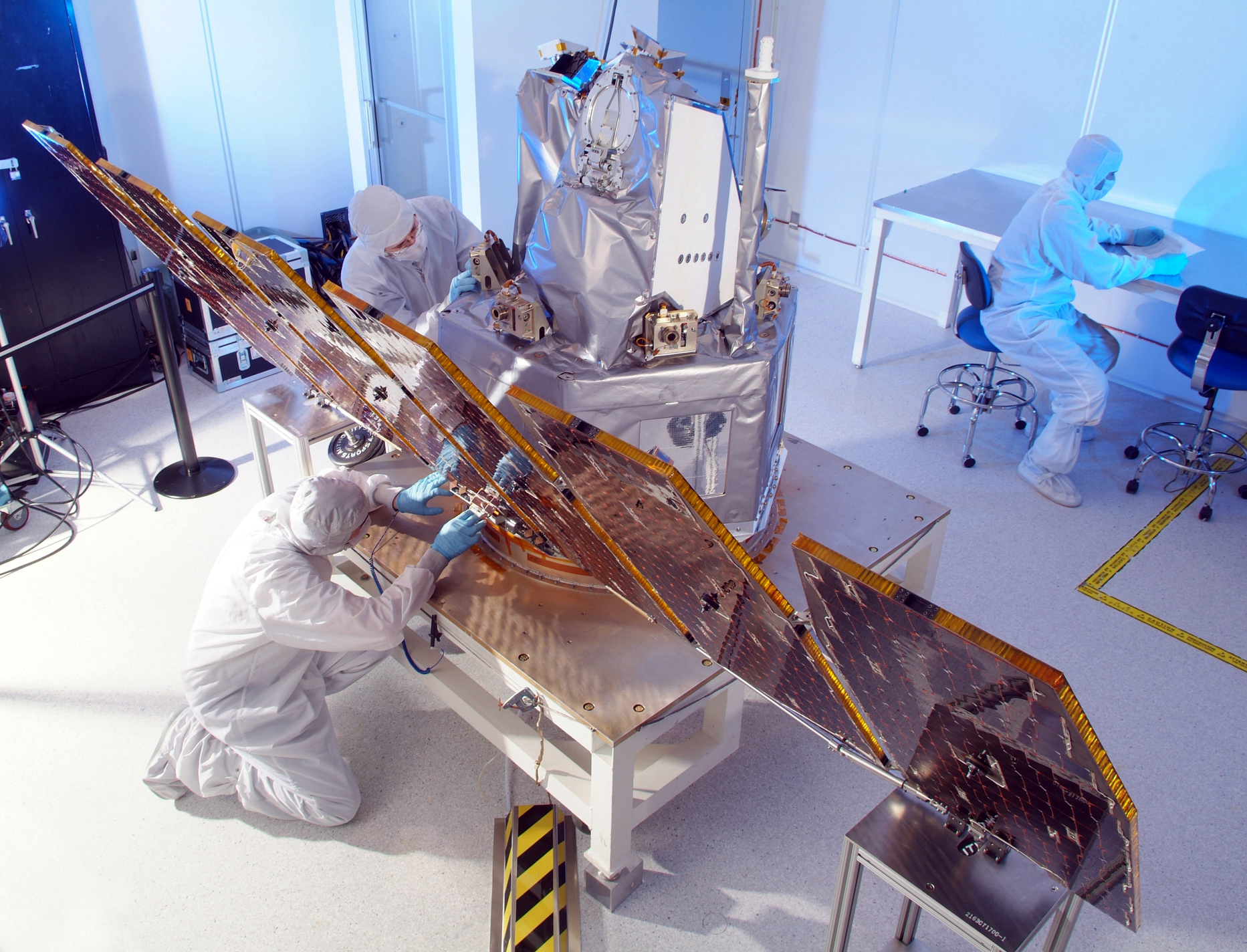
Vệ tinh AIM (Aeronomy of Ice in the Mesosphere) trong phòng chế tạo của NASA

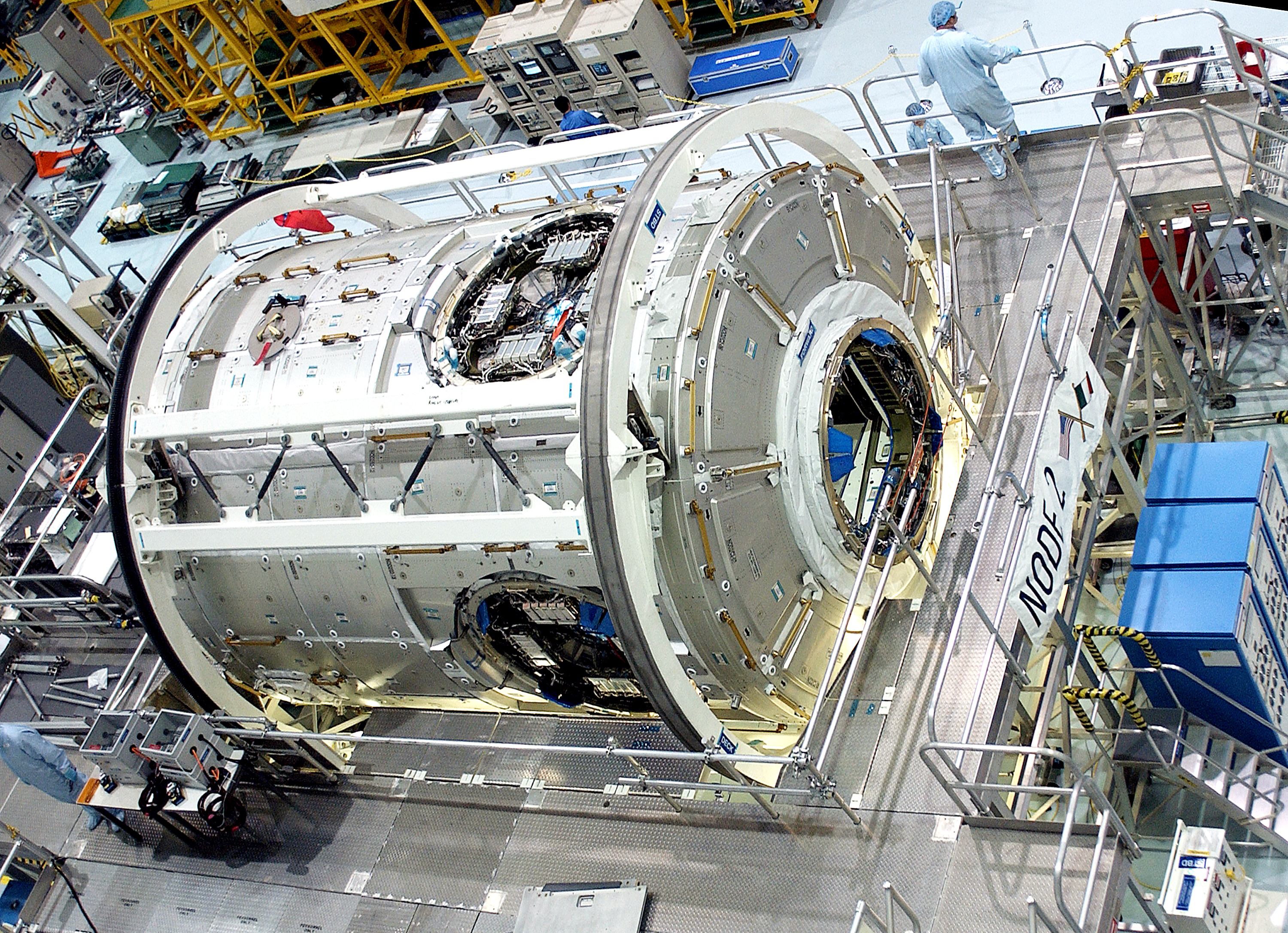
Module Harmony của Trạm vũ trụ Quốc tế

Hãng sản xuất hàng không vũ trụ là một công ty hoặc hay cá nhân liên quan trong những khía cạnh khác nhau của việc thiết kế, chế tạo, thử nghiệm, tiêu thụ, và bảo dưỡng máy bay, bộ phận máy bay, đạn tự hành, tên lửa, và/hoặc thiết bị vũ trụ.
Tại Châu Âu, những công ty hàng không vũ trụ như Airbus, BAE Systems, Thales, Dassault, Saab và Finmeccanica thường dành những khoản đầu tư lớn vào nỗ lực nghiên cứu và ngành công nghiệp hàng không vụ trụ toàn cầu, với Cơ quan Vũ trụ châu Âu là một trong số những khách hàng lớn của công nghệ và sản phẩm hàng không vũ trụ.
Ở Ấn Độ, Bengaluru là một trung tâm chính của ngành công nghiệp hàng không vũ trụ của nước này, đây là nơi các công ty lớn của Ấn Độ trong ngành công nghiệp hàng không vũ trụ đặt trụ sở như Hindustan Aeronautics Limited, National Aerospace Laboratories và Tổ chức Nghiên cứu Vũ trụ Ấn Độ.
Ở Nga, những công ty hàng không vũ trụ lớn như Oboronprom và Tập đoàn sản xuất máy bay thống nhất (bao gồm Mikoyan, Sukhoi, Ilyushin, Tupolev, Yakovlev, Irkut và Beriev) là một trong số những hãng chế tạo, sản xuất sản phẩm hàng không vũ trụ lớn trên thế giới trong ngành công nghiệp này.
Tại Hoa Kỳ, Bộ Quốc phòng và NASA là hai khách hàng lớn của các công ty trong ngành kỹ nghệ và sản phẩm hàng không vũ trụ. Văn phòng Thống kê Lao động của Hoa Kỳ thống kê rằng ngành công nghiệp hàng không vũ trụ của nước này tạo ra tới 444.000 chỗ làm vào năm 2004. Hầu hết các công việc đều tại Washington và California. Những công ty dẫn đầu như Boeing, United Technologies và Lockheed Martin là một trong số những hãng sản xuất hàng không vũ trụ nổi tiếng trên thế giới.
Những địa điểm chính đặt các cơ sở sản xuất của ngành công nghiệp hàng không vũ trụ dân dụng trên thế giới là Seattle ở Mỹ (Boeing), Montréal ở Canada (Bombardier), Toulouse ở Pháp và Hamburg ở Đức (của cả Airbus/EADS), tây bắc Vương quốc Liên hiệp Anh và Bắc Ireland và Bristol ở Anh (BAE Systems, Airbus và AgustaWestland), cũng như São José dos Campos ở Brasil nơi Embraer đặt nhà máy.

## Các công ty hàng không vũ trụ hàng đầu thế giới

### Nga
- Oboronprom
- Sukhoi
- Mikoyan
- Tập đoàn sản xuất máy bay thống nhất

### Châu Âu
- EADS
- BAE Systems
- Thales
- Dassault
- Saab
- Finmeccanica

### Hoa Kỳ

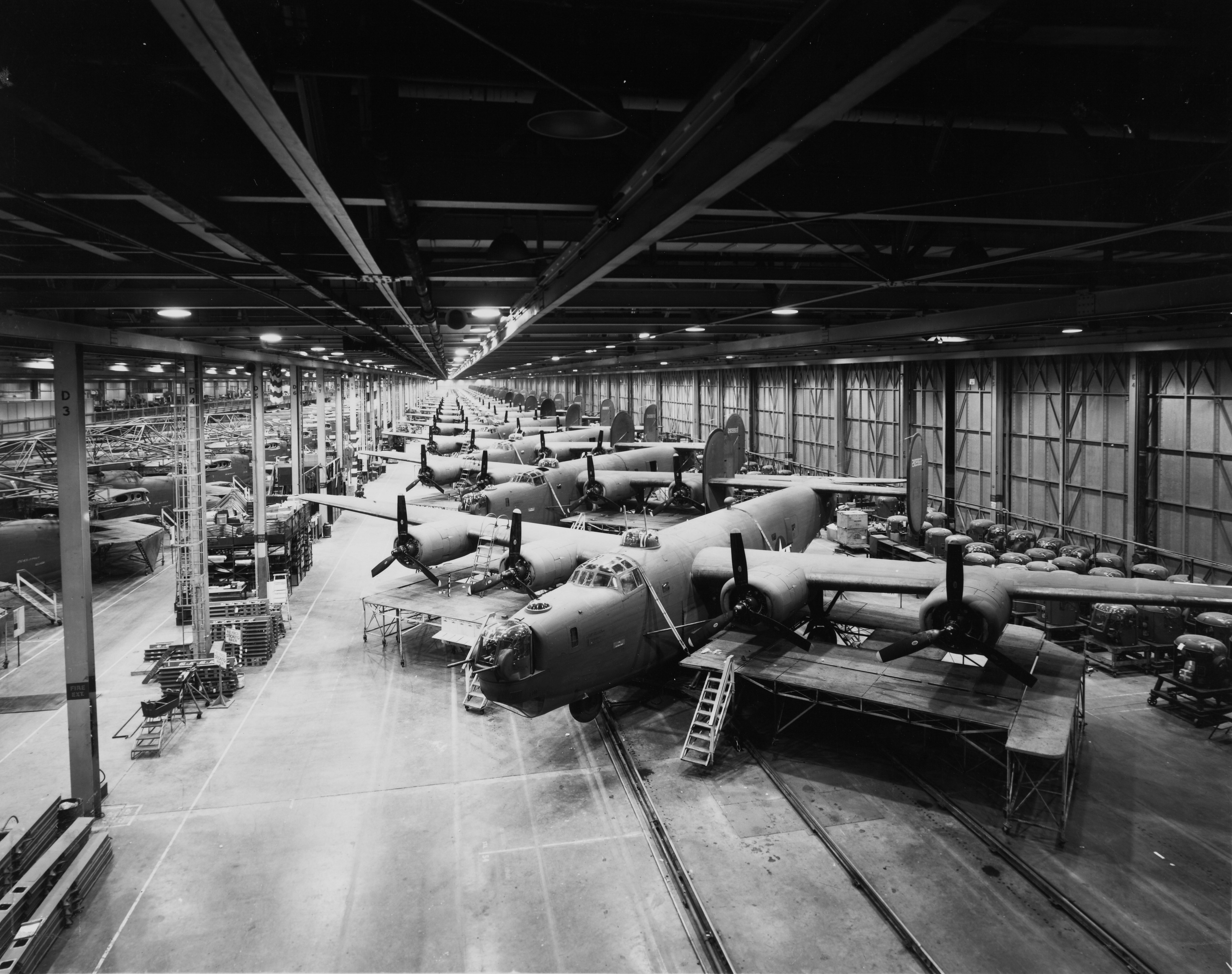
B-24 trong dây chuyền sản xuất tại nhà máy Willow Run của Ford ở Hoa Kỳ trong Chiến tranh Thế giới II

Đến tháng 6 năm 2005, những công ty hàng không vũ trụ hàng đầu của Mỹ do Aviation Week & Space Technology xếp hạng bao gồm:
1. United Technologies
2. General Dynamics
3. L3 Technologies
4. Honeywell
5. Parker Hannifin
6. Computer Sciences Corporation
7. Tập đoàn Thales (chi nhánh Hoa Kỳ)
8. Lockheed Martin
9. Northrop Grumman
10. Boeing